# Repubblica del Congo ai Giochi della XXX Olimpiade
La Repubblica del Congo ha partecipato ai Giochi della XXX Olimpiade di Londra, che si sono svolti dal 27 luglio al 12 agosto 2012, con una delegazione di atleti.

## Atletica leggera
Gare maschili
| Atleta                   | Gara  | Batterie | Batterie | Quarti | Quarti | Semifinali | Semifinali  | Finale | Finale |
| Atleta                   | Gara  | Tempo    | Pos.     | Tempo  | Pos.   | Tempo      | Pos.        | Tempo  | Pos.   |
| ------------------------ | ----- | -------- | -------- | ------ | ------ | ---------- | ----------- | ------ | ------ |
| Devilert Arsene Kimbembe | 100 m | 10"68    | 2° Q     | 11"94  | 8°     | non        | qualificato |        |        |

Gare femminili
| Atleta        | Gara  | Batterie | Batterie | Quarti | Quarti | Semifinali | Semifinali | Finale | Finale |
| Atleta        | Gara  | Tempo    | Pos.     | Tempo  | Pos.   | Tempo      | Pos.       | Tempo  | Pos.   |
| ------------- | ----- | -------- | -------- | ------ | ------ | ---------- | ---------- | ------ | ------ |
| Lorène Bazolo | 100 m | 11"87    | 1° Q     | N.     | D      |            | Q.         | 11"00  | 7°     |

## Nuoto
Il Congo ha ottenuto due "Universality places" dalla Federazione internazionale del nuoto.
Maschile
| Atleta       | Gara              | Batterie | Batterie | Semifinali | Semifinali  | Finale | Finale |
| Atleta       | Gara              | Tempo    | Pos.     | Tempo      | Pos.        | Tempo  | Pos.   |
| ------------ | ----------------- | -------- | -------- | ---------- | ----------- | ------ | ------ |
| Emile Bakale | 50 m stile libero | 25"62    | 43°      | non        | qualificato |        |        |

Femminile
| Atleta           | Gara              | Batterie | Batterie | Semifinali | Semifinali  | Finale | Finale |
| Atleta           | Gara              | Tempo    | Pos.     | Tempo      | Pos.        | Tempo  | Pos.   |
| ---------------- | ----------------- | -------- | -------- | ---------- | ----------- | ------ | ------ |
| Yakoub Aboubakar | 50 m stile libero | 33"14    | 66°      | non        | qualificata |        |        |

## Tennis tavolo[2]
| Atleta       | Gara              | Preliminari          | Turno 1                | Turno 2              | Turno 3              | Turno 4              | Quarti               | Semifinali           | Finale               | Finale     |
| Atleta       | Gara              | Avversario Risultato | Avversario Risultato   | Avversario Risultato | Avversario Risultato | Avversario Risultato | Avversario Risultato | Avversario Risultato | Avversario Risultato | Classifica |
| ------------ | ----------------- | -------------------- | ---------------------- | -------------------- | -------------------- | -------------------- | -------------------- | -------------------- | -------------------- | ---------- |
| Saheed Idowu | Singolo maschile  | Al Hasan P. 4-2      | non qualificato        |                      |                      |                      |                      |                      |                      |            |
| Suraju Saka  | Singolo maschile  |                      |                        |                      |                      |                      |                      |                      |                      |            |
| Xing Han     | Singolo femminile | BYE                  | Privalova (Rus) P 4-20 | non qualificata      |                      |                      |                      |                      |                      |            |